# ABブラザーズ
ABブラザーズ（エービーブラザーズ）は、1980年代に活動していたお笑いコンビ。1985年結成、1992年頃にコンビ自然消滅（事実上解散）。

## メンバー
中山秀征（なかやま ひでゆき、1967年7月31日 - ）
群馬県藤岡市出身。現在はタレント・司会者。
松野大介（まつの だいすけ、1964年2月5日 - ）
神奈川県川崎市出身。現在は小説家。

## 概要
松野は音楽の道を諦めお笑いタレントを目指しており、中山はアイドル俳優を目指しオーディションに合格していた。それぞれ渡辺プロダクションに所属していた。中山は俳優として映画やドラマのオーディションを受けるも不合格が続いていた。その頃、同事務所にバラエティに特化した部門が発足され、中山は視野を広げる勉強の名目で預かりとなる。松野もまたバラエティチームに所属する。1984年頃からお笑いチーム「BIG THURSDAY」（ビッグサースデー）の一員としても活動。若手タレントを育てる趣旨のライブ「ビッグ・マンデー」に幾たびか出演した。比較的年齢の近い松野と中山を事務所はコンビとして組ませた。
1985年、正式にABブラザーズを結成。同年、『ライオンのいただきます』（フジテレビ）でメディアデビューを果たした。アイドルのルックスと砕けたトークを武器にしていた中山と、司会の小堺一機が急にアドリブを振っても切り返しが早く、機転の利く松野のコンビは番組内でも重宝にされた。昼間の生放送にも拘わらず女子中高生を中心に知名度が上がり、それに伴い人気も急上昇。アイドル雑誌にも数多く取り上げられた。同年10月、長年続いた『笑福亭鶴光のオールナイトニッポン』（ニッポン放送）の後継としてパーソナリティーに抜擢されるなど、周囲からの期待は高かった。
1986年7月には写真集「A&BEAT（エイトビート）」を発売。西武百貨店池袋本店で行われた発売記念の握手&サイン会には予想を上回る人数が集まり、当初予定していた会場には収まりきらず急遽会場を変更。トークショーを切り上げ、サイン会に移行しなければデパートの閉店時間までに会場撤収出来ない事態になるほど、その人気ぶりを見せつけた。
その後も『夕やけニャンニャン』（フジテレビ）の進行（月曜日レギュラー）に抜擢されるなど、新たなジャンルの仕事が舞い込むようになる。しかし、自分たちの個性でなくても成立する内容の仕事であることや次に繋がる布石がない不安などから、松野は疑問や違和感を持ち始める。多くの芸能人と華やかな仕事をすることにマルチタレントとしての新たな光明を見い出し始めた中山と、あくまで基本はお笑いタレントとして舞台やライブで勝負をしたい松野との間に意見の相違が生まれ、顕著に溝が出来始めた。テレビやラジオでも二人の会話は噛み合わず、コーナーを消化することだけに気を急いていたと、のちに松野は回想している。
「ライオンのいただきます」卒業後はコンビでの仕事は減っていき、正式に解散というより自然消滅に近い形での終了となった。中山はダウンタウン、ウッチャンナンチャンの台頭もあり、当時のマネージャーから「中山、負けを認めろ」と言われたことが解散のポイントであったとしている。
また、まだコンビでやっている時期に、中山がビートたけしに初めて挨拶をし、コンビであることを説明したところ、それを知っているとした上で、「コンビに向いていない、ピンでやるべき」と指摘されており、これはその時点で既に2人の方向性にズレがあったことをたけしに見抜かれていたと回顧している。
その後、中山はタレント・司会者、松野は小説家、コラムニストに転向。松野は2012年に雑誌のインタビューに応じた際、当時の時点で「20年以上顔を合わせていない」と述べている。

## エピソード
コンビ名「ABブラザーズ」は、血液型がそれぞれA型（松野）とB型（中山）ということから。しかし、後に松野もB型とわかり、ラジオなどでネタにしていた。
『ライオンのいただきます』放送開始直後は『笑っていいとも!』（フジテレビ）に出演していた初代「いいとも青年隊」が交代でアシスタント（居残り青年隊）として出演していた。そのため、後に新規で「いただきます」に出演するようになった松野と中山も「いいとも青年隊」と間違われることがあったという。
ABブラザーズとして最後にゲスト出演したテレビ番組は当時吉村明宏が司会をしていた『DAISUKI!』（日本テレビ）だった。その後中山は吉村の役割を受け継ぎ人気番組に成長させており、これについて運命的なものを感じた事を語っている。
2016年3月20日放送の『ウチくる!?』（フジテレビ）で小堺一機がゲスト出演し、中山と「ライオンのいただきます」での思い出を語り合った。この時『ライオンのいただきます』のABブラザーズ登場シーンのVTRも放送されたが、松野が芸能人から文化人（小説家）に転身したためか松野の顔にぼかし処理が施され、番組内でも松野の話題には一切触れられなかった。
お笑い第三世代が台頭する以前はABブラザーズは関東のお笑い代表として扱われており、それに対する違和感からダウンタウン、今田耕司、東野幸治といった主に関西勢の芸人からは敵視されていた。爆笑問題は若手時代にABブラザーズの前座を務めた経験がある。この縁から現在も中山とは交流がある。中山が2018年にゲスト出演した『高田文夫のラジオビバリー昼ズ』（ニッポン放送）および2020年にゲスト出演した『太田上田』（中京テレビ）『爆笑問題の日曜サンデー』（TBSラジオ）ではABブラザーズ時代の話題になり、前者ではパーソナリティの高田文夫により松野の近況が報告され、後者では太田光が松野の名前を出して笑いを誘った。

## 出演

### テレビ番組
- ライオンのいただきます（フジテレビ）[1]
- 冗談画報（1985年10月28日、フジテレビ）
- 桃色学園都市宣言!!（1987年10月 - 1988年3月、フジテレビ） - 火曜日｢合羽坂学園｣　に出演
- 夕やけニャンニャン（フジテレビ）[1]
  - 月曜日のレギュラー。月 - 金の帯で出ていたとんねるずが火曜日のみの出演になったことに伴い[14]、月曜日の担当に抜擢された。しかし、暫くして中山だけが残り、松野は降板と発表された[15][要出典]。
- 夕食ニャンニャン（フジテレビ）[1]
- トキメキおちゃめ組（テレビ東京） - 兵藤ゆきとABブラザーズがレギュラー。「トキメキ応援TV」にリニューアルする際、兵藤と中山はレギュラー出演者として残り、松野大介のみが降板。
- 所さんのただものではない!（フジテレビ） - 不定期出演
- 放課後通信（1989年、中国放送） - 広島にて土曜夕方に一年間放映された若者向けバラエティ番組。

### ラジオ
- ラジオ版だよチャンネルM（1988年10月 - 、文化放送）
- ABブラザーズのオールナイトニッポン（1985年10月 - 1987年7月、ニッポン放送）[1]

### 映画
- ワンルーム・ストーリー『ROOM No.01「あ・い・た・い」』（1991年、パル企画 / タカラ） - 都々木和典 役（松野） / 阿部孝 役（中山） ※オムニバス作品

### オリジナルビデオ
- ダンディーとわたし（1991年2月1日、日本ビデオ映画、監督：神代雅喜） - 角巻圭一 役（中山） / ？（松野）